# تشانغ لي (مستثمر)
تشانغ لي (في اللغة الصينية: 张磊)، هو محلل مالي معتمد، وملياردير صيني، ومستثمر، وفاعل خير. وهو المؤسس ورئيس مجلس الإدارة وكبير مسؤولي الاستثمار في مجموعة هيلهاوس كابيتال.

## النشأة
ولد تشانغ في عام 1972 في مدينة تشوماديان في مقاطعة هنان في وسط الصين.
عندما كان تشانغ في سن المراهقة، بدأ عملًا تجاريًا لبيع وشراء المجلات بكميات كبيرة. ركز محتوى المجلات على القضايا التي تهم المجتمع الصيني في عام 1990 عندما وصل دينغ شياو بينغ إلى السلطة. 

## التعليم وبداية المسيرة المهنية
حصل تشانغ على منحة دراسية في جامعة رنمين الصينية، حيث حصل على درجة البكالوريوس في الاقتصاد عام 1994. في عام 2002 ، حصل على ماجستير إدارة الأعمال وماجستير في العلاقات الدولية من جامعة ييل. قام تشانغ بترجمة كتاب ديفيد سوينسن، الريادة في إدارة المحافظ، نهج غير تقليدي للاستثمار المؤسسي (2000)، إلى اللغة الصينية أثناء وجوده في الجامعة وابتكر كلمات جديدة باللغة الصينية (ماندرين) لـ «الهبة» و «الائتمان». أثناء دراسته، عمل تشانغ أيضًا في صندوق منح جامعة ييل. كان محللًا استثماريًا لصندوق الأسواق الناشئة العالمي الذي غطى جنوب إفريقيا وجنوب شرق آسيا والصين. بعد ذلك، كان الممثل الرئيسي في الصين لبورصة نيويورك وأسس مكاتبها في هونج كونج وبكين.

## هيلهاوس كابيتال
أسس تشانغ شركة هيلهاوس كابيتال في عام 2005. تدير هيل هاوس كابيتال حوالي 50 مليار دولار أمريكي من الأصول اعتبارًا من سبتمبر 2018. هيل هاوس كابيتال هي شركة استثمار أساسي طويل الأجل في الأسهم. تستثمر على مستوى العالم، مع التركيز بشكل خاص على الصين وآسيا. تركز هيلهاوس كابيتال على قطاعات المستهلكين والتكنولوجيا والاعلام والاتصالات والرعاية الصحية.

## المناصب التنفيذية
خدم تشانغ كعضو في مجلس إدارة كل من:
- جيه دي كوم[2]
- جينار (أكبر قطاع للسفر عبر الإنترنت في الصين)
- غلوبال ميدياكوم (أكبر تكتل إعلامي / تلفزيوني مدفوع في إندونيسيا)[4]
- بلو مون (شركة رعاية منزلية صينية)[3]

إضافة إلى ذلك، يشغل تشانغ أدوارًا مهمه في معهد بروكينغز. وهو عضو مجلس إدارة في مؤسسة التبادل الصينية الأمريكية، وهي منظمة غير ربحية تأسست بغرض زيادة تحسين الاتصالات وتعزيز التفاهم بين شعوب الصينوالولايات المتحدة. وهو عضو مؤسس في مجلس إدارة كليات العالم المتحد التابعة لمؤسسة جنوب شرق آسيا، وقد أسس أكاديمية جاولي في جامعة رينمين بهدف توسيع دور تعليم الفنون الحرة في الجامعات الصينية. يشغل تشانغ أيضًا منصب نائب رئيس مجلس الإدارة وعضو مجلس أمناء مجلس الإدارة في جامعة رينمين الصينية. وهو عضو في مجلس أمناء كلية يال-ان يو اس، ورئيس مجلس يال لتنمية آسيا. وهو أيضًا عضو في مجلس تنمية الخدمات المالية في هونج كونج. في يونيو 2016 ، عين كل من مجلس إدارة جامعة ييل، وشركة ييل، تشانغ لي كوصيًا.

## المسؤولية الاجتماعية
تبرع تشانغ لي بمبلغ 8.88 مليون دولار أمريكي لكلية ييل للإدارة، ويعتبر أكبر تبرع قام به خريج في تاريخ الكلية. كما أسس أكاديمية غاولي (في اللغة الصينية: 高礼研究院) من خلال التبرع بالمال مع دعم من جامعة رينمين. في عام 2010 ، تبرع تشانغ لي بمبلغ 1.4 مليون دولار لجامعته، جامعة رينمين في الصين. في عام 2017 ، تبرع بمبلغ 43 مليون دولار أخرى لصندوق تعليمي للجامعة وألقى خطاب التخرج للطلبة لعام 2017. بدأ تشانغ أكاديمية هيل هاوس بالتعاون مع جامعة رينمين الصينية لإعداد الطلاب في مجال الأعمال استعدادا للثورة التكنولوجية. قام تشانغ بتمويل دراما وثائقية منخفضة الميزانية تسمى (مسارات الروح) في عام 2017.
يشارك تشانغ لي ويشغل مناصب في مدرسة بي ان المهنية في الصين. وهي مدرسة بدأت في عام 2005 كأول مدرسة مهنية خيرية غير ربحية على مستوى المدرسة الثانوية في الصين لا تتطلب رسومًا مادية. يوجد حرم جامعي لهذه المدرسة في دولة أجنبية واحدة غير الصين وهي أنغولا. ويوجد حرم جامعي لهذه المدرسة في كل من المدن التسع التالية: بكين، تشنغدو، داليان، ليجيانغ، نانجينغ، سانيا، ووهان، ينتشوان وتشنغتشو.

## روابط خارجية
- 张磊 ： 给予 才是 最大 的 快乐 نسخة محفوظة 5 مارس 2016 على موقع واي باك مشين.
- 对话 高 瓴 资本 创始人 张磊 ： 寻找 伟大 格局 观 的 坚定 实践 者 نسخة محفوظة 12 يناير 2015 على موقع واي باك مشين.
- 高 礼 研究院
- 张磊 对话 史蒂芬 • 罗奇 ： 中国 进入 转折点